# ピーター・ダイアモンド
ピーター・ダイアモンド（Peter Arthur Diamond、1940年4月29日 - ）は、アメリカ合衆国の経済学者。
マサチューセッツ工科大学教授である。専門は社会保障論、行動経済学、サーチ理論などである。2010年、デール・モーテンセン（ノースウェスタン大学教授）とクリストファー・ピサリデス（LSE教授）とともに、ノーベル経済学賞を受けた。

## 経歴
- 1940年、アメリカ合衆国ニューヨークに生まれる。
- 1960年、イェール大学を卒業する（数学でsumma cum laude）。
- 1963年、マサチューセッツ工科大学（MIT）でPh.D.を得る。
- 1964年、カリフォルニア大学バークレー校の助教授となる。
- 1965年、同校の准教授となる。
- 1966年、マサチューセッツ工科大学の准教授となり、1968年以降は 計量経済学会の会長も務める。
- 1970年、同大学の教授となる。
- 1978年、アメリカ芸術科学アカデミーのフェローとなる。
- 1984年、米国科学アカデミーのメンバーとなる。
- 1985年から1986年まで、マサチューセッツ工科大学経済学部長を務める。
- 1988年、社会保障アカデミーの創設メンバーとなる。
- 1997年、マサチューセッツ工科大学のA Institute Professorとなる。
- 2003年、アメリカ経済学会の会長を務める。

## 受賞歴
- 1994年 アーウィン・プレイン・ネンマーズ経済学賞
- 2008年 ロバート・M・ボール賞 NASIより社会保障における傑出した達成に対して
- 2010年 ノーベル経済学賞

## 業績
- OLGモデル（Overlapping Generations Model）の発展（1965年）。
- ダイアモンド＝ミルレス定理（総生産効率性定理）の導入（1971年）。
- サーチ理論（サーチ・アンド・マッチング理論）では、求人が十分にあるのに大量の失業者が存在する「雇用のミスマッチ」などをうまく説明できるようになった（1982年）。（この理論により、ノーベル経済学賞を受けた。）ダイアモンドは、ワルラスの一般均衡的取引ではなく、売り手と買い手がばらばらに取引する場合、需要があっても取引が成立しないとして、そうした「局所的・分権的取引」を数学的に分析した。（その後、デール・モーテンセンとクリストファー・ピサリデスが労働市場に適用した。）
- サーチ理論としては、住宅取引、貨幣理論、公共経済学、家族経済学など広い分野に応用されている。
- また、社会保障論の専門家である。

## FRB理事への反対
- 2010年4月、オバマ大統領は3人のFRB理事の欠員の一人としてダイアモンドの名前を挙げていた（ベン・バーナンキはダイアモンドの学生であった。）
- 2010年8月、上院はダイアモンドのノミネーションを拒絶した。
- 2010年9月、オバマ大統領は再指名した。
- 2010年10月、ダイアモンドはノーベル賞を受けた。
- 2011年1月、共和党のシェルビー上院議員などがダイアモンドに強く反対した。
- 2011年6月、ダイアモンドは辞退するとニューヨーク・タイムズで述べた。

## 著作
- Pension Reform: A Short Guide(with Nicholas Barr), Oxford University Press, forthcoming October 2009
- Reforming Pensions: Principles and Policy Choices(with Nicholas Barr), Oxford University Press, 2008
- Behavioral Economics and Its Applications(edited with Hannu Vartiainen), Princeton University Press, 2007
- Saving Social Security: A Balanced Approach (Revised Edition)(with Peter Orszag), Brookings Institution Press, 2005
- Taxation, Incomplete Markets, and Social Security, MIT Press, 2002
- Social Security Reform, Oxford University Press, 2002
- Issues in Privatizing Social Security: Report of an Expert Panel of the National Academy of Social Insurance, MIT Press, 1999
- Social Security: What Role for the Future?（edited with David C. Lindeman and H Peyton Young), Brookings Institution Press, 1996
- On Time: Lectures on Models of Equilibrium, Churchill Lectures in Economics Series, Cambridge University Press, 1994
- Growth, Productivity, Unemployment: Essays to Celebrate Bob Solow's Birthday, MIT Press, 1990
- A Search-Equilibrium Approach to the Micro Foundations of Macroeconomics, MIT Press, 1984
- Uncertainty in Economics, Readings and Exercises(edited with Michael Rothschild), Academic Press, 1989